# Distretto di Kamdesh

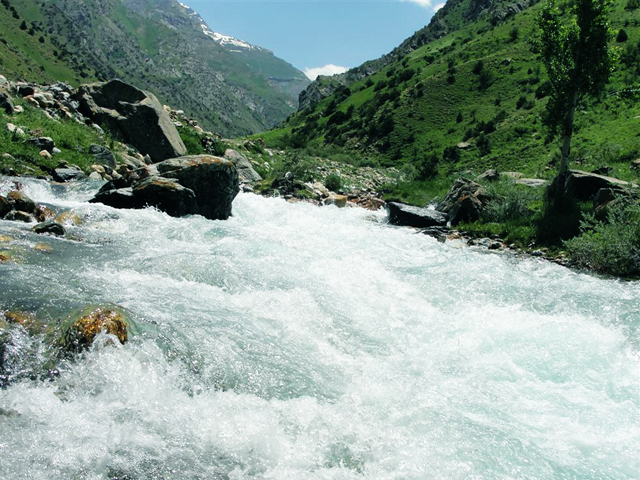
Kamdesh, Afghanistan

Il distretto di Kamdesh è un distretto dell'Afghanistan appartenente alla provincia del Nurestan.